# Embalse de Puente Nuevo
El embalse de Puente Nuevo se encuentra en el término municipal de Espiel, en la provincia de Córdoba (España). Pertenece a la Confederación Hidrográfica del Guadalquivir. Alberga una capacidad de 282 hm³. Su construcción en hormigón se realizó sobre el curso del río Guadiato en 1956, finalizándose las obras en 1973. La creación del embalse anegó parte de las antiguas vías de ferrocarril de la línea Córdoba-Almorchón, así como la antigua estación de Alhondiguilla, por lo hubo de modificarse el trazado de la línea de trenes. Su superficie es de 2032 hectáreas y un perímetro de casi 92 kilómetros. Entre sus funciones destaca principalmente el abastecimiento de agua, así como generar electricidad y deportes náuticos, el baño o la pesca.
Entre su fauna se pueden encontrar carpas, barbos, black-bass, bogas, lucios y percas-sol.

## Historia
Junto al embalse se inauguró en diciembre de 1966 la central térmica de Puente Nuevo, en un acto presidido por el entonces ministro de Industria Gregorio López-Bravo y gestionada por la Empresa Nacional Eléctrica de Córdoba (ENECO). Su función era aprovechar el carbón de la cuenca minera de Peñarroya, Belmez y Espiel en el Valle del Guadiato, el cual era transportado hasta la central térmica mediante ferrocarril. Tras su puesta en funcionamiento la central era capaz de producir 360 millones de kilovatios por hora, pudiendo dar energía a una ciudad de medio millón de habitantes. Asimismo, se construyeron 120 viviendas, una iglesia, una escuela e instalaciones deportivas junto al embalse para los «productores» (trabajadores) de la central.
Tras la clausura de las minas cordobesas, la central pasó a funcionar principalmente con carbón importado desde Corea del Sur. Debido a la alta contaminación de la central y el alto coste para reducir dichos datos, la empresa Viesgo, con aprobación del Gobierno, decidió su clausura para el 30 de junio de 2020 en una apuesta por abandonar el carbón y avanzar hacia las energías renovables.